# Fallston (Maryland)
Fallston – jednostka osadnicza w Stanach Zjednoczonych, w stanie Maryland, w hrabstwie Harford.